# Звездел
Зве́здел (болг. Звездел) — село в Кирджалійській області Болгарії. Входить до складу общини Момчилград.

## Населення
За даними перепису населення 2011 року у селі проживала 491 особа, з них 457 осіб (98,3%) — турки.
Розподіл населення за віком у 2011 році:
Динаміка населення: